# Економіка Анголи
Ангола — аграрна країна з відносно розвинутою гірничодобувною промисловістю. Економіка країни базується на сільському господарстві, видобутку нафти, газу, алмазів і мінеральних копалин.

## Опис
Основні галузі економіки: нафтова, гірнича (алмази, залізна руда, фосфати, золото, уран та ін.), харчова, текстильна. Основний транспорт — залізничний, автомобільний, морський. Головні морські порти: Кабінда, Намібе, Луанда, Лобіту.

## Історія
На початку XXI ст. економіка країни базується на сільському господарстві, видобутку нафти, газу, алмазів і мінеральних копалин. Гірничодобувна промисловість становить до 50 % ВВП: розробляються нафтові родовища і ведеться видобуток алмазів. Понад 2/3 робочих зайнято в сільському господарстві. Розвинена лісова промисловість, в східних районах Анголи (провінції Південна Лунда і Мошико), а також в Кабінді ведеться заготівля цінних порід деревини (чорного, червоного і жовтого дерева), яка йде на експорт. У районі Бенгели в лісорозсадниках вирощуються евкаліпти. Запаси риби в економічній зоні Анголи, за оцінками ООН, складають близько 1 млн т. В 1998 р. національними компаніями і кораблями Іспанії, Португалії, ПАР, П.Кореї, Китаю і Росії виловлено 202 тис. т. риби, в 1999 р. — 240 тис. т. Валютні надходження країни в основному забезпечуються за рахунок вивозу нафти газу і нафтопродуктів, частка яких в загальному експорті становить понад 90 %.
За даними Індекс економічної свободи, (The Heritage Foundation, 2001): ВВП — $ 6,3 млрд, темп зростання ВВП — 5,0 %, ВВП на душу населення — $527. Прямі закордонні інвестиції — $ 5,2 млн, імпорт (машини та електротехнічне обладнання, запасні частини до машин, медикаменти, продовольство, текстиль, зброя і амуніція) — $ 2,6 млрд (г.ч. Португалія — 19,8 %; США — 17,1 %; Південна Африка — 10,5 %; Іспанія — 6,6 %; Бразилія — 5,8 %;). Експорт (нафта 90 %, алмази, нафтопродукти, газ, кава, риба і рибопродукти, деревина, бавовна) — $ 3,2 млрд (г.ч. США — 62,7 %; Бельгія і Люксембург — 8 ,9 %; Китай — 3,9 %; Франція — 2,9 %).

### Азартні ігри
Азартні ігри в Анголі регулюються загальним законом, у країні немає окремого закону про азартні ігри, який би описував кожну категорію цієї сфери, як це зазвичай працює в інших країнах. Найвідомішими і найпопулярнимішими є азартні ігри в казино.